# Söderhamns flygplats
Söderhamns flygplats (IATA: SOO, ICAO: ESNY), var en regional flygplats och tidigare militär flygplats, belägen cirka 4 kilometer söder om Söderhamn. Flygplatsområdet delades fram till 2000 med Försvarsmakten och var en del av Söderhamns garnison, för att särskilt referera till enbart civilflygsdelen används ofta namnet Söderhamns flygterminal eller Helsinge Airport. Flygplatsen stängdes för reguljär trafik år 2011.

## Bakgrund
Flygplatsen som var hemvist för Hälsinge flygflottilj (F 15) fram till 1998, påbörjades att anläggas 1943 och kunde tas i full drift 1948. Flygplatsen är försedd med två banor i kors: Bana 30 - 12, som är huvudbana, samt en kortare bana 03 - 21. Mellan 1960 och 1980 korsade en industrijärnväg ca 200 meter norr om banbörjan 30. Från år 2000 ägs flygplatsen av Söderhamns kommun. Flygplatsen medger full trafik med mindre passagerare- och transportflygplan (större flygplan kan med dispens trafikera flygplatsen). Flygplatsen utövade på slutet AFIS-tjänst, men har ej någon reguljär linjetrafik, men är fullt utrustad som en trafikflygplats med instrumentlandningssystemet ILS CAT I. Flygplatsen har en av Sveriges längsta rullbanor, 2524 meter.
Flygplatsen stängdes i november 2011 efter ett fullmäktigebeslut. Att komma och landa på banorna är fortfarande möjligt för den som frågar först. Flygplatsen är stängd men har en status av PPR, Prior Permission Required.

## Militärverksamhet
Flygplatsen tillkom i samband med att riksdagen beslutade i försvarsbeslutet 1942, att en flottilj skulle sättas upp i Söderhamn, byggnationen av flygplatsen påbörjades 1943. Enligt planerna skulle all byggnation på flottiljområdet ha varit klar den 1 juli 1945, men arbetet försenades på grund av metallstrejken 1945. 
Flottiljens första chef, överstelöjtnant Gösta Seth, fick den 2 juli 1945 istället hälsa sina närmaste medarbetare välkomna på Stadshotellet i Söderhamn. Flygtjänsten vid flottiljen kom till en början att bedrivas från det sedan tidigare befintliga Moheds flygfält samt senare även på Ronneby flygplats. Söderhamns flygplats stod helt färdig 1948. 1974 anlades nya lokaler till Flygverkstaden och tillsynsverkstaden vid flottiljen. Året därpå 1975, anlades klargöringsområde, Framom, byggs vid bana 12, samt ny klargöringsplatta för AJ 37 Viggen. Åren 1978 och 1982 anlades två nya hangarer, och 1990 anlades ny platta och drivmedelsanläggning för helikopterverksamheten vid flygplatsen. Sex år senare, det vill säga 1996 beslutade riksdagen genom försvarsbeslutet 1996 att flottiljen skulle upphöra senast den 30 juni 1998. Den sista militära flygningen genomfördes den 30 juni 1997 av flottiljens två divisioner 151. attackflygdivisionen (Olle Röd) och 152. attackflygdivisionen (Olle Blå), med en avskedsceremoni över Hälsingland med 19 Viggen-flygplan.
Efter att flottiljen upphörde sommaren 1998, övergick flygplatsen med tillhörande flottiljområde som ett detachement till Upplands flygflottilj (F 16). År 2000 hade flygplatsen utgått ur Försvarsmaktens organisation, och Fortifikationsverket sålde flygplatsen till Söderhamns kommun. Den enda militära verksamhet som idag (2012) finns kvar på området är FMLOG, som har viss verksamhet på området.
År 2003 inleddes en förstudie på initiativ av tolv flygvapenchefer, där syftet var att samordna utbildning av stridspiloter till två eller tre platser. År 2004 blev Söderhamn tillsammans med Östersund och Luleå tillfrågade av försvarsdepartementet om att lokalisera en europeiska flygskola i Söderhamn. Detta efter att tolv europeiska länder däribland Sverige ville starta en gemensam flygskola. I Söderhamn skulle mellan 100 och 150 piloter kunna utbildas, av de totalt 300 piloter som ansågs årligen finnas behov till.
Beslutet om var utbildningen skulle förläggas låg hos de tolv europeiska flygvapenchefer. I september 2004 fanns sju kandidatländer kvar av de från början tio, vilka var Grekland, Finland, Frankrike, Italien, Portugal, Spanien och Sverige. Beslutet om vilka orter skulle väljas låg dock helt hos flygvapencheferna. I oktober 2005 utsåg Sverige Söderhamn som sin kandidatsort, med motivering att flygplatsen var i gott skick och Söderhamns klimat var en stark konkurrensfördel.
I slutet av mars 2007 lade kommunen ner sitt arbete om att få flygskolan, då Regeringen Reinfeldt ej visat samma intresse som Regeringen Persson. Kommunen kom året därpå att kräva staten på 28 miljoner kronor, för det arbete som man lagt ner i projektet med att etablera en europeisk flygskola på flygplatsen.

## Civilverksamhet
Den civila reguljära flygtrafiken vid flygplatsen startades 1983, och civil passagerarterminal anlades på flygplatsens västra del. Civilflyget fortsatte fram till december 2000, med flyglinjen Sveg - Söderhamn - Stockholm-Arlanda, som trafikerades av flygbolaget Airborne senare Skyways. Samma år övergick ägandet av flygplatsen till Söderhamns kommun. År 2000 började tåg gå mellan Söderhamn och Arlanda (som del av tåglinjen Sundsvall-Stockholm), vilket konkurrerade ut flyglinjen.
Sedan 2011 används flygplatsen endast av privatflyg, taxiflyg, ambulansflyg men flera. Söderhamns kommunfullmäktige beslutade den 30 augusti 2010 att flygplatsen skall nedklassas till en VFR-flygplats.  Det vill säga flygning blir endast tillåten i dagsljus och fint väder. Drygt ett år senare, 31 oktober 2011, beslutade samma instans att flygplatsen skulle läggas ner. Söderhamns kommun som äger flygplatsen, kan dock inte förändra flygplatsen på ett sådant sätt att Försvarsmakten ej kan använda den. Detta på grund av en klausul i köpekontraktet som upprättades mellan Söderhamns kommun och Fortifikationsverket, vilken gällde till år 2014. Att avveckla flygplatsen helt, räknade kommunen skulle kosta minst cirka 18 miljoner kronor, då man jämfört en saneringskostnad med saneringen av flygplatsen i Tullinge flygplats söder om Stockholm. Den 14 mars 2012 lämnade kommunen tillbaka certifikatet till Transportstyrelsen. Därigenom upphörde kommunens möjligheter att öppna flygplatsen på nytt. Istället för att hitta en ny lösning för flygplatsen, påbörjade kommunen en slutinventering av flygplatsen.
Den 21 april 2020 tog verksamheten vid flygplatsen en ny vändning, då flygplatsen invigdes som tankstationen för samhällsviktiga myndigheter. Det innebär att den före detta flygflottiljen öppnades upp som tankstation för Polisen, räddningstjänsten, Sjöfartsverket och ambulansens helikoptrar och markbundna fordon. Kommunens önskan och strävan är att utöka verksamheten till en fullständig tankanläggning, i syfte att ta emot Herkulesplan och de stora vattenbombarna vid större insatser som till exempel skogsbränder.

## Olyckor och tillbud
- Måndag den 5 augusti 1996 kl 9.07 startade en AJS 37 (nr 37806 (O 44)) för att delta enskilt i en övning, och genomföra ett attackanfall mot Ulvön cirka 3 km söder om Örnsköldsvik. Vid 09.30-tiden förlorade flygledaren vid flygplatsen radarkontakten, därvid larmades flygräddningscentralen/ARCC kl 9.40. Då det ingick andra flygplan från F 15 i samma övning, rapporterade ett AJS 37 kl 10.09 om vrakdelar, en oljefläck och en livbåt i havet 5 km ostnordost om Ulvöhamn. Vid 11-tiden upptäcktes den livlöse piloten av en taxibåt som tidigare larmats. Piloten, en 28-årig man av fänriks grad, dödförklarades senare på Örnsköldsviks flygplats. Statens haverikommission ansåg att inga tekniska fel kan inträffat på flygplanet, utan att det sannolikt orsakades av att piloten förlorade sina visuella höjdreferenser.[15]

- Onsdagen den 16 oktober 1996 deltog en rote AJSH/AJSF 37 från F 15 i en spaningsövning i östra delarna av Östersjön, i syfte att spana mot en rysk fartygskonvoj, som bland annat bestod av kryssaren Pjotr Velikij. Vid identifieringen av kryssaren inträffade ett tillbud, vilket resulterade i att ena flygplanet kolliderade med vattenytan. En stor räddningsinsats påbörjades av både svenska, ryska och lettiska myndigheter, efter den 31-åriga föraren med kaptenens grad, som senare återfanns omkommen.  Statens haverikommission ansåg att inga tekniska fel kan inträffat på flygplanet, utan att det sannolikt orsakades av att piloten förlorade sina visuella höjdreferenser på grund av vädret. Två veckor efter haveriet påbörjade en bärgning av flygplanet, AJS 37 nr 37.908 (O 81), 120 km SO om Gotland, ett arbete som pågick i drygt 4 veckor.[16]

- Måndag den 2 oktober 2000 var en Piper PA-24-250 (OY-DMZ) på inflygning, då piloten såg ett ljussken som han antog som inflygningsljusen till bana 30. Dock försvann ljuset och piloten, som befann sig på minimihöjden med flygplanet, såg istället trädtoppar framför sig. Trots en undanmanöver kunde piloten ej undvika att kollidera med några trädtoppar. Piloten kunde dock flyga vidare och landa på Sundsvall-Härnösand flygplats. Statens haverikommission ansåg att orsaken till olyckan berodde dels på tekniskt fel i flygplanet, men även att felet låg på piloten själv.[17]

- Onsdagen den 16 december 2009 nödlandade en av Försvarsmaktens Helikopter 10 på flygplatsen. Helikoptern var på väg från Luleå till Ronneby, men fick flyga i trädtoppshöjd längs E4:an, innan besättningen valde att landa på flygplatsen. Fram till flottiljens avveckling ingick Helikopter 10 i flottiljens regionala flygräddning.[18]

- Lördag den 1 juni 2013 havererade ett civilregistrerat propellerplan av typen SK 50 (SE-KVZ), tillhörande F15 Flygklubb, som ingick i en flygfest arrangerad av Experimental Aircraft Association.[19] Flygplanet skulle göra en förbiflygning över flygplatsen. Vid klockan 14.08, kort efter start meddelade piloten om motorproblem och vände om för att landa. Cirka 150 meter från flygplatsens huvudrullbanan 30, havererade flygplanet i ett skogsparti, och piloten omkom. Statens Haverikommission (SHK) larmades för att påbörja en utredning av olyckan.[20]

## Galleri

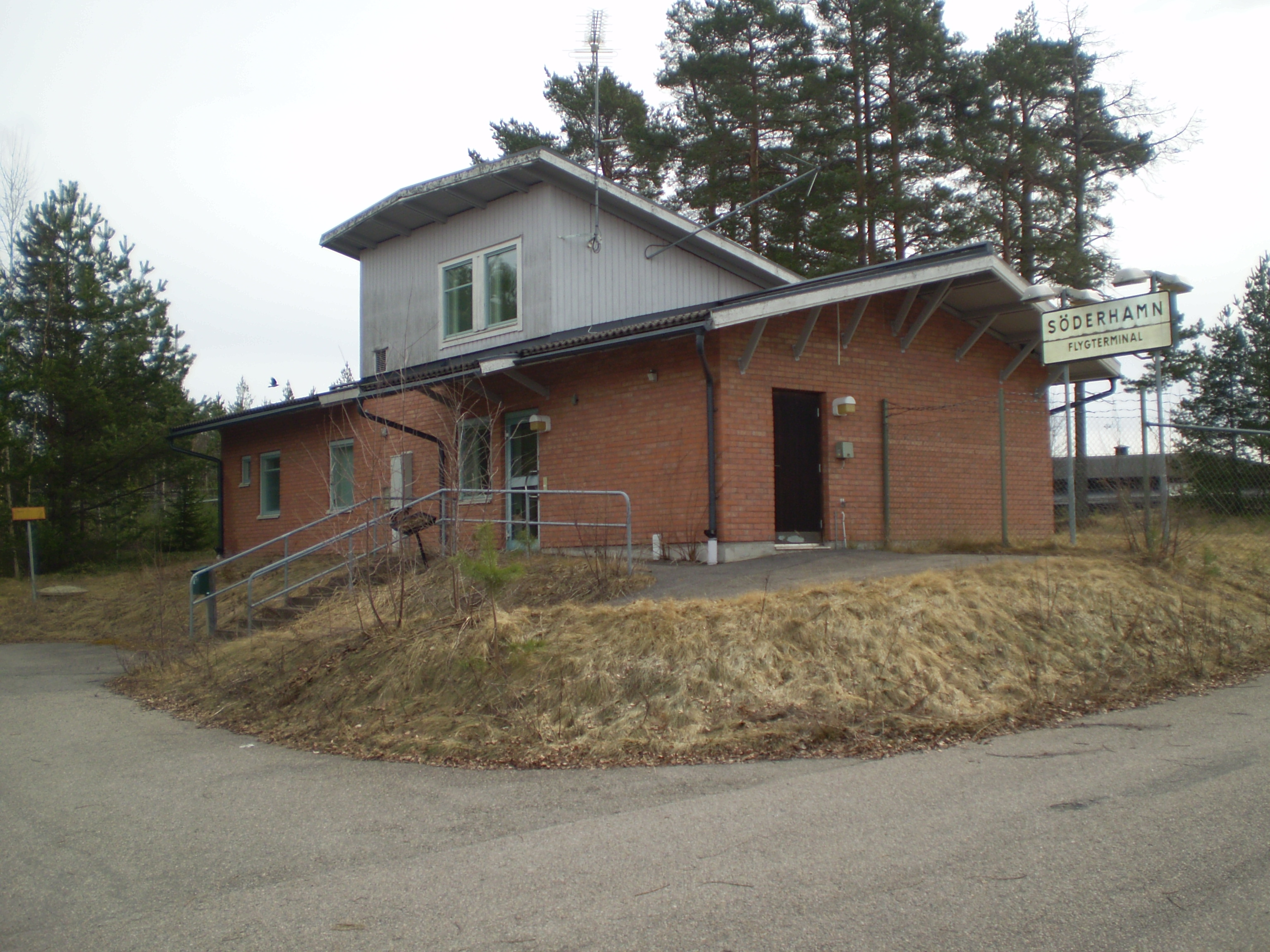
Framsidan av den civila terminalbyggnaden vid flygplatsen.
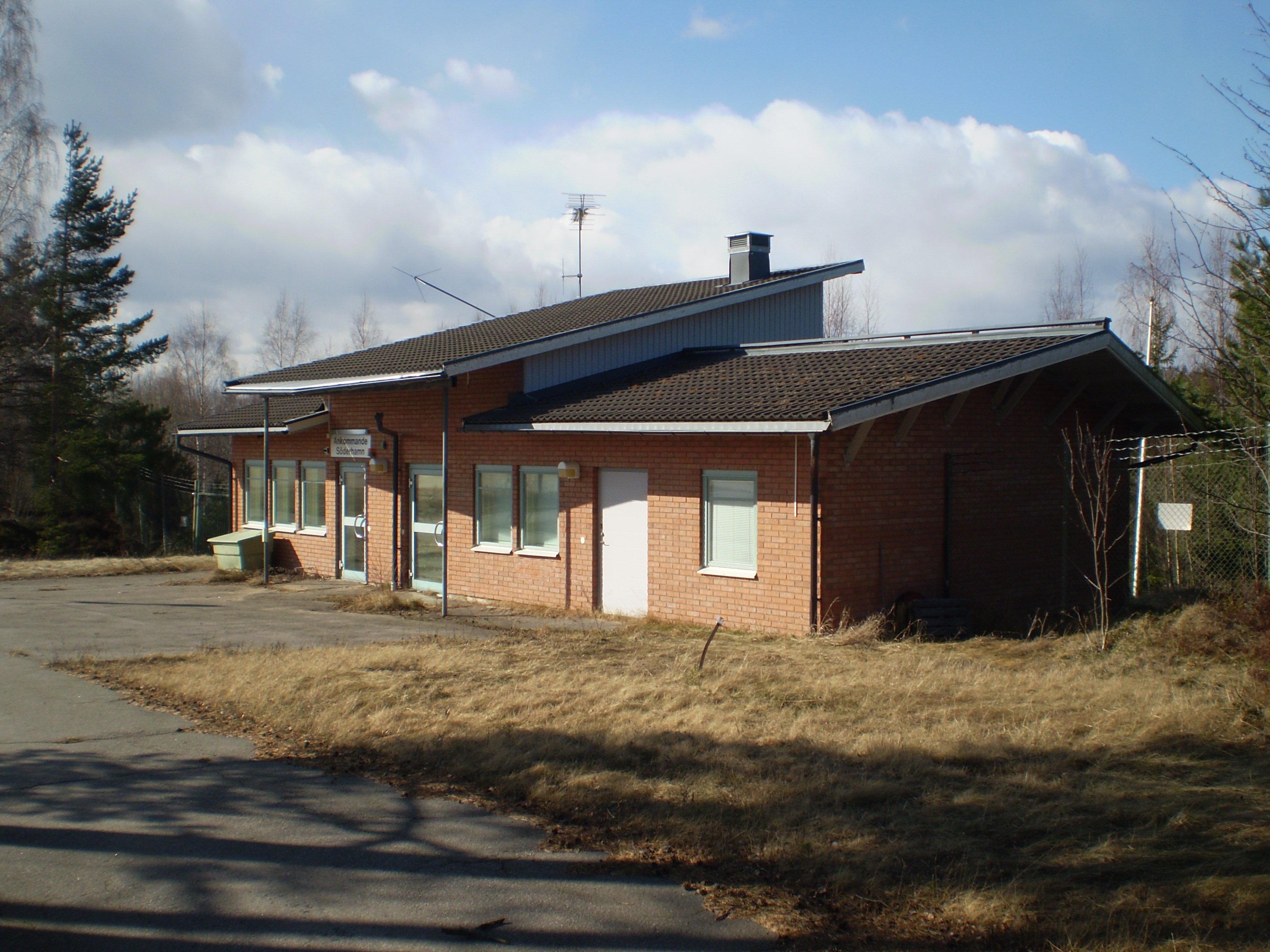
Sidan för ankommande till den civila terminalbyggnaden vid flygplatsen.
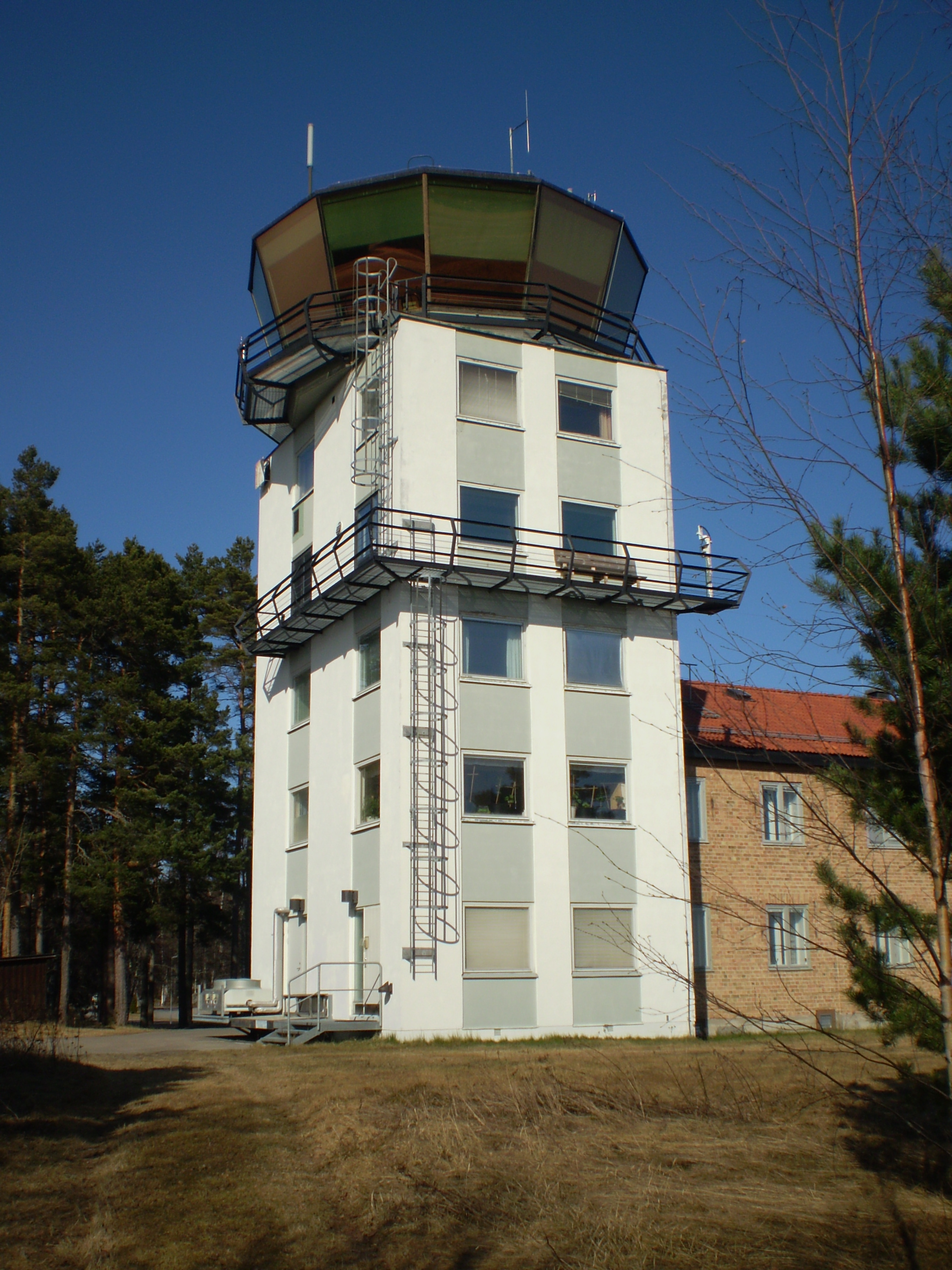
Kontrolltornet vid flygplatsen.
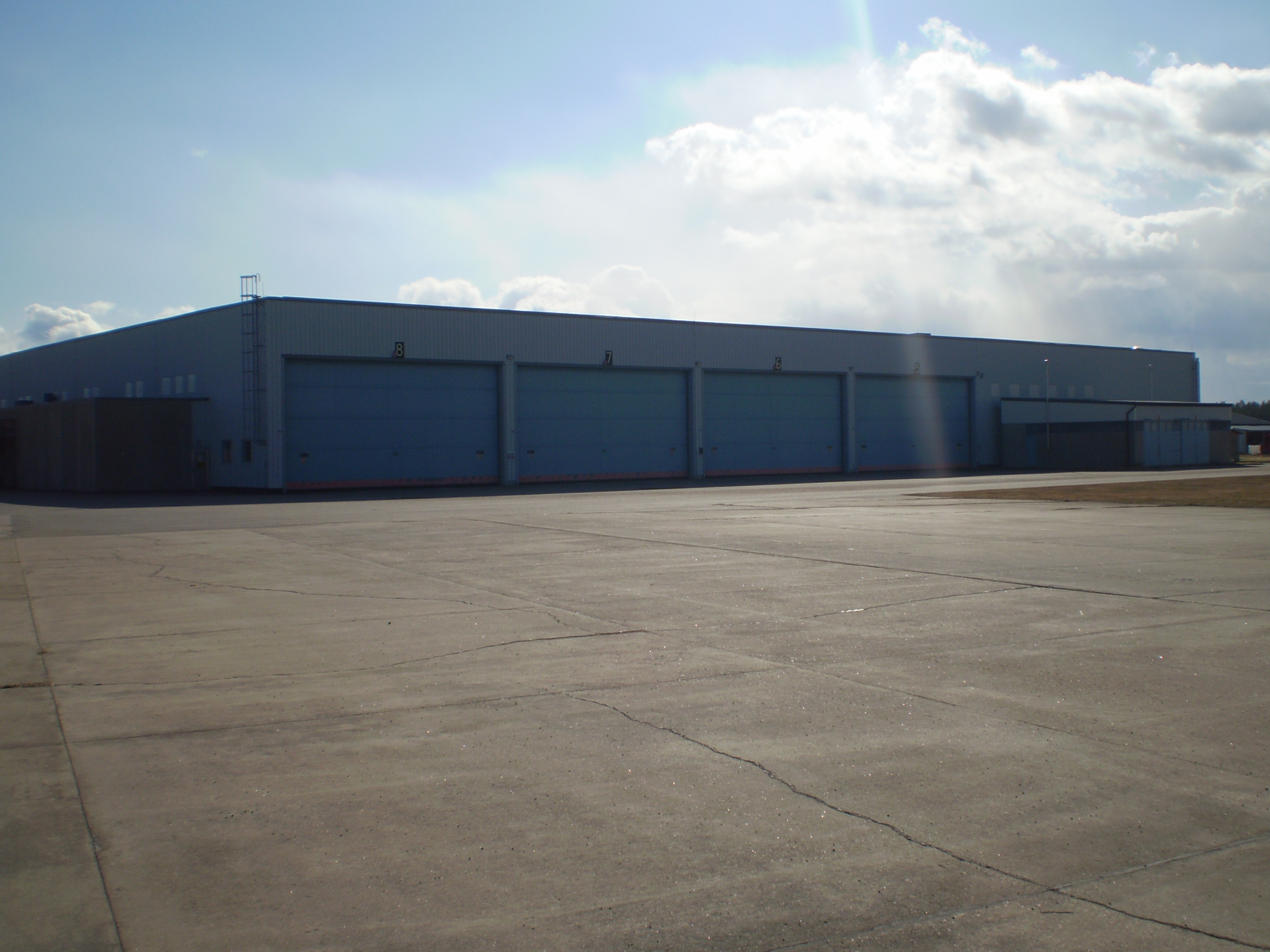
Hangar vid den tidigare militära delen av flygplatsen.
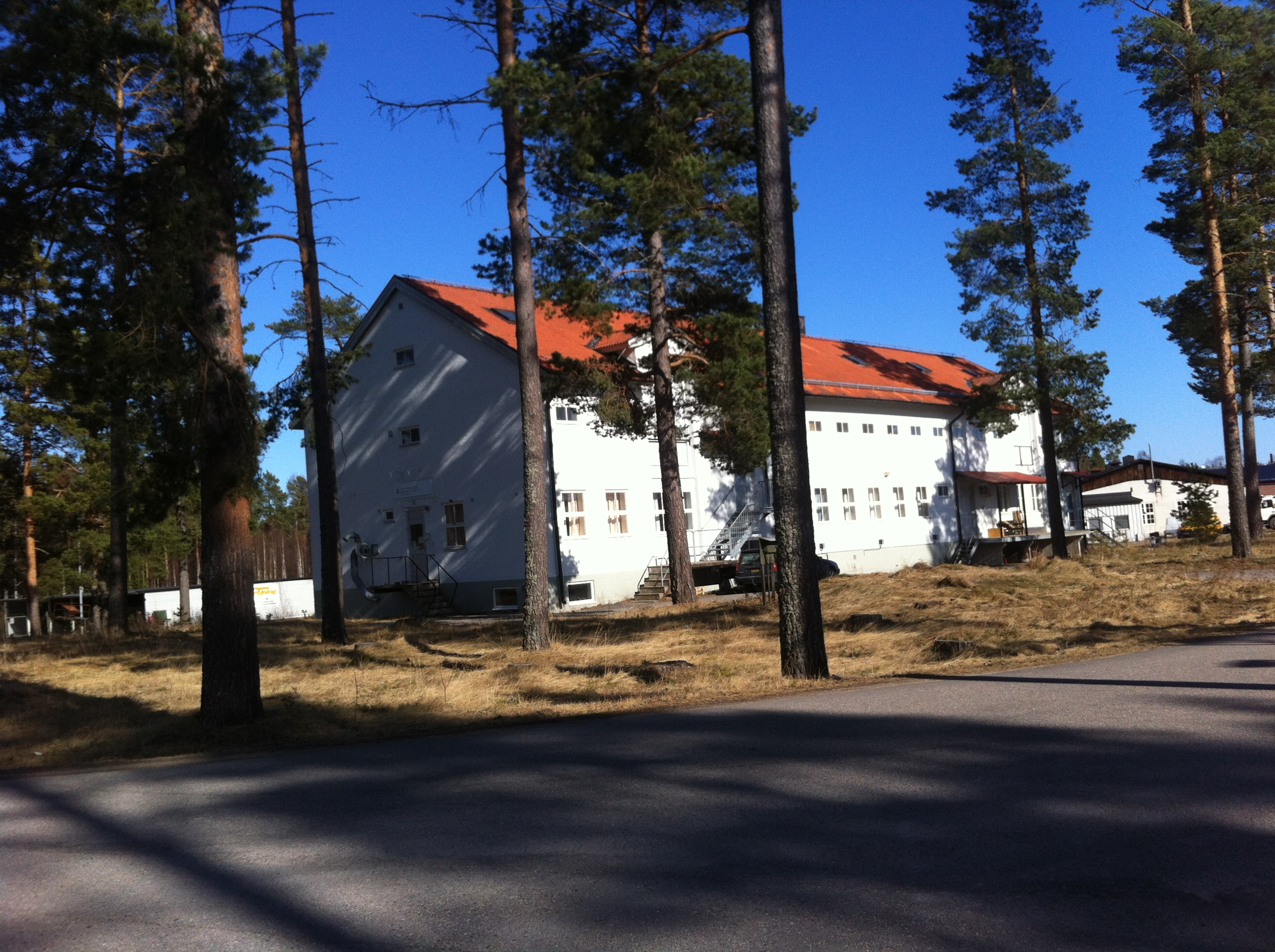
FMLOG:s lokaler på flygplatsen.